# IX Cumbre de las Américas
La IX Cumbre de las Américas fue la novena edición del encuentro que reúne a los jefes de Estado y de Gobierno de las Américas para debatir sobre aspectos políticos y económicos. Se llevó a cabo en Los Ángeles, California, Estados Unidos entre el 6 y el 10 de junio de 2022. Además de la Cumbre de Líderes se realizó el Noveno Foro de la Sociedad Civil, el Sexto Foro de Jóvenes de las Américas y la Cuarta Cumbre de CEO de las Américas.

## Antecedentes
La Casa Blanca anunció en enero de 2022 que la cumbre se llevaría a cabo en Los Ángeles (California), en el Centro de Convenciones del Centro de la ciudad.
Como organizador, el gobierno de los Estados Unidos no invitó a Cuba, Venezuela y Nicaragua debido a que, según manifestaron funcionarios del Departamento de Estado, «sus gobiernos no respetan las libertades individuales y la democracia». Los presidentes de México, Bolivia y la CARICOM expresaron su consternación de que no se inviten todos los países del hemisferio a la cumbre.
El presidente Andrés Manuel López Obrador de México anunció que no asistiría a la cumbre, porque «no participan todos los países del continente americano». En su lugar envió a su canciller Marcelo Ebrard. La presidenta Xiomara Castro de Honduras no asistó a la Cumbre y en su lugar envió a su canciller Eduardo Enrique Reina. El presidente Luis Arce de Bolivia tampoco asistó a la Cumbre como protesta al excluir a Cuba, Nicaragua y Venezuela. El Presidente Alejandro Giammattei de Guatemala anunció que no iba a asistir a la cumbre por las críticas de Estados Unidos a la reelección de la fiscal María Consuelo Porras, acusada internacionalmente de corrupción. En su lugar anunció que enviaría a su canciller Mario Búcaro. El presidente Iván Duque de Colombia no iba a asistir debido a su condena por desacato judicial pero, sin embargo, confirmó su asistencia.
El presidente Luis Lacalle Pou de Uruguay no pudo asistir a la Cumbre a causa de haber dado positivo al COVID-19.

## Cumbre

### 8 de junio
La ceremonia inaugural se llevó a cabo en el Teatro Peacock en el centro de Los Ángeles. El productor musical Emilio Estefan organizó las actuaciones musicales. Actuaciones de Alex Fernandez Jr., Sheila E. y música escrita para el evento por el propio Estefan. La canción fue cantada por un coro de adolescentes.  Los discursos de bienvenida estuvieron a cargo del alcalde Eric Garcetti, el gobernador de California Gavin Newsom y la vicepresidenta Kamala Harris.

### 9 de junio
Después de la primera sesión plenaria celebrada en el Centro de Convenciones de Los Ángeles, el presidente Biden y la primera dama Jill Biden ofrecieron una cena para los líderes mundiales y sus cónyuges en el museo Getty Villa en el barrio de Pacific Palisades de Los Ángeles. El secretario de Estado, Antony Blinken, y el segundo caballero, Douglas Emhoff, ofrecieron una cena para los secretarios de Relaciones Exteriores y sus delegaciones en el Museo de Arte del Condado de Los Ángeles (LACMA). Asistieron el cuerpo diplomático latino de Los Ángeles, el Cuerpo Consular de Los Ángeles, dos senadores estadounidenses de California, una delegación del Congreso encabezada por la presidenta de la Cámara de Representantes, Nancy Pelosi, el gobernador de California, Gavin Newsom, y líderes locales de condados y ciudades.

### 10 de junio
Veinte países firmaron la "Declaración de Los Ángeles sobre Migración y Protección en las Américas".

## Países asistentes
| País                         | Asistentes            | Cargo            |
| ---------------------------- | --------------------- | ---------------- |
| Estados Unidos               | Joe Biden             | Presidente       |
| Antigua y Barbuda            | Gaston Browne         | Primer ministro  |
| Argentina                    | Alberto Fernández     | Presidente       |
| Bahamas                      | Philip Davis          | Primer ministro  |
| Barbados                     | Mia Mottley           | Primera ministra |
| Belice                       | Johnny Briceño        | Primer ministro  |
| Brasil                       | Jair Bolsonaro        | Presidente       |
| Bolivia                      | Rogelio Mayta         | Canciller        |
| Canadá                       | Justin Trudeau        | Primer ministro  |
| Chile                        | Gabriel Boric         | Presidente       |
| Colombia                     | Iván Duque            | Presidente       |
| Cuba                         | No invitado           | No invitado      |
| Costa Rica                   | Rodrigo Chaves        | Presidente       |
| Dominica                     | Roosevelt Skerrit     | Primer ministro  |
| Ecuador                      | Guillermo Lasso       | Presidente       |
| El Salvador                  | Alexandra Hill Tinoco | Canciller        |
| Guatemala                    | Mario Búcaro          | Canciller        |
| Granada                      | Nickolas Steele       | Ministro         |
| Guyana                       | Irfaan Ali            | Presidente       |
| Haití                        | Ariel Henry           | Primer ministro  |
| Honduras                     | Eduardo Enrique Reina | Canciller        |
| Jamaica                      | Andrew Holness        | Primer ministro  |
| México                       | Marcelo Ebrard        | Canciller        |
| Nicaragua                    | No invitado           | No invitado      |
| Panamá                       | Laurentino Cortizo    | Presidente       |
| Paraguay                     | Mario Abdo Benítez    | Presidente       |
| Perú                         | Pedro Castillo        | Presidente       |
| República Dominicana         | Luis Abinader         | Presidente       |
| Santa Lucía                  | Philip J. Pierre      | Primer ministro  |
| San Vicente y las Granadinas | No asistió            | No asistió       |
| Surinam                      | Chan Santokhi         | Presidente       |
| San Cristóbal y Nieves       | Thelma Phillip-Browne | Embajadora       |
| Trinidad y Tobago            | Keith Rowley          | Primer ministro  |
| Uruguay                      | Francisco Bustillo    | Canciller        |
| Venezuela                    | No invitado           | No invitado      |